# سبيرولينا اردونيسي
سبيرولينا اردونيسي (بالإنجليزية:  Spirulina ardissoni)‏ بكتيريا زرقاء من جنس سبيرولينا